# 荒川区立第六瑞光小学校
荒川区立第六瑞光小学校（あらかわくりつだいろくずいこうしょうがっこう）は、東京都荒川区南千住1丁目にある公立小学校。

## 沿革[2]
- 1940年 (昭和15年) 10月 - 東京市第六瑞光尋常小学校設立
- 1947年 (昭和22年) 04月 - 東京都荒川区立第六瑞光小学校と改称
- 1956年 (昭和31年) 01月 - 心身障害学級開設
- 1979年 (昭和54年) 04月 - 東京都人権尊重教育推進校に指定
- 2007年 (平成19年) 11月 - 東京都教育委員会人権尊重教育推進校 研究発表会
- 2010年 (平成22年) 08月 - 創立70周年記念式典
- 2011年 (平成23年)
  - 02月 - 東京都教育委員会人権尊重教育推進校 研究発表会
  - 11月 - 文部科学大臣表彰（優良学校PTA活動）
- 2012年 (平成24年) 10月 - 東京都教育委員会表彰（環境教育優良校）
- 2016年 (平成28年) 11月 - 東京都教育委員会人権尊重教育推進校 研究発表会

## 教育目標
- 「よく学び　仲良く元気な　六瑞っ子」

## 通学区域[3]
- 南千住1丁目（1～13番）
- 荒川1丁目（3～30・34～39番）
- 東日暮里1丁目（1～8番）

進学先の荒川区立中学校は荒川区立第一中学校。

## アクセス
最寄駅
- 東京メトロ日比谷線「三ノ輪駅」下車　徒歩約10分
- 都電荒川線「荒川一中前駅」下車　徒歩約2分